# DSA-361
La DSA-361 es una carretera perteneciente a la Red Secundaria de la Diputación Provincial de Salamanca que une la  CL-526  con la localidad de Águeda.

## Origen y Destino
La carretera  DSA-361  tiene su origen en Ciudad Rodrigo en la intersección con la carretera  SA-605 , y termina en el casco urbano de Águeda, formando parte de la Red de carreteras de Salamanca.